# 亞倫·艾許比
亞倫·艾許比（英語：Aaron Ashby，1991年9月2日—），為美國職棒大聯盟的投手，目前效力於密爾瓦基釀酒人。他在2018年大聯盟選秀第四輪被釀酒人選走。

## 職業生涯
艾許比在2018年大聯盟選秀第四輪125順位被釀酒人選中。他在1A繳出2勝3敗，防禦率3.59的成績。2019年季中，艾許比升上高階1A。整季他投出5勝10敗，防禦率3.50。
2020年，小聯盟賽事因為COVID-19疫情肆虐而全面取消。2021年，艾許比從3A開季，並投出4勝1敗，防禦率4.50。他也在6月底登上大聯盟，並從牛棚出發。不過他在初登板僅投0.2局便狂丟7分，整季他拿下3勝2敗，防禦率4.55。

## 個人生活
艾許比是前大聯盟選手Andy Ashby的姪子。

## 外部連結
- 球員資訊和成績在MLB ，ESPN ，Baseball Reference ，Fangraphs ，The Baseball Cube （英文）